# Bataille de Siversk
Invasion russe à grande échelle de l'Ukraine
(fait partie de la Guerre russo-ukrainienne)
Batailles
Offensive de Kiev (Jytomyr, Kiev) : 
- 1re Hostomel
- Tchernobyl
- Ivankiv
- Kiev
- 2e Hostomel
- Vassylkiv
- Boutcha
- Irpin
  - Bombardement de réfugiés
- Jytomyr
- Mochtchoun
- Makariv
- Brovary

Offensive du Nord (Tchernihiv, Soumy) :
- Hloukhiv
- Slavoutytch
- Bombardements
- Soumy
- Trostianets
- Tchernihiv
- Okhtyrka
- Lebedyn
- Konotop
- Romny
- Desna
- Escarmouches frontalières

Russie  (Briansk, Belgorod) :
- Incursions en Russie occidentale
  - Oblast de Briansk
  - Oblasts de Belgorod et de Koursk
    - Incursions de 2024

  - Bombardement de Belgorod
- Oblast de Koursk (août 2024)

Campagne de l'Est (Donetsk, Louhansk, Kharkiv)
Kharkiv :
- 1re Kharkiv
  - Tchouhouïv
  - Bombardements : en février
  - en mars
  - en avril
  - du bâtiment administratif
- Izioum
- 2e Kharkiv
  - Balaklia
  - 1re Koupiansk
  - Chevtchenkove
- 3e Kharkiv

Nord du Donbass:
- Starobilsk
- Sloviansk
  - Dovhenke
  - 1re Lyman
  - Sviatohirsk
  - Bohorodychne et Krasnopillia
  - Bombardements : Bilohorivka
  - Kramatorsk
- Sievierodonetsk
  - Kreminna
  - Donets
  - Roubijné
  - Popasna
  - Tochkivka
  - Massacre
- Lyssytchansk
- 2e Kharkiv
  - Balaklia
  - 1re Koupiansk
  - Chevtchenkove
  - 2e Lyman
- Oblast de Louhansk
  - Ligne Svatove-Kreminna
  - Serebryansky
  - 2e Koupiansk

 Centre du Donbass:
- Horlivka
- Popasna
- Svitlodarsk
- Bakhmout
  - Soledar
- Siversk
- Tchassiv Iar
- Toretsk
- Kourakhove
- Velyka Novossilka
- Novopavlivka

Sud du Donbass :
- Volnovakha
- Marioupol
  - Bombardements : de l'hôpital
  - du théâtre
  - de l'école d'art
- Pisky
- Vouhledar
  - Pavlivka
- Marïnka
- Contre-offensive de 2023
- Avdiïvka
- Novomykhaïlivka
- Pokrovsk
  - Krasnohorivka
  - Toretsk
- Bombardements :
- Makiïvka
- Donetsk

Campagne du Sud (Mykolaïv, Kherson, Zaporijjia)
- 1re Kherson
- Odessa
- Melitopol
- Mykolaïv
  - Bombardements : à fragmentation
  - du bâtiment administratif
- 1re Berdiansk
- Zaporijjia
- Tchornobaïvka
- Enerhodar
- Voznessensk
- Houliaïpole
- Davydiv Brid
- 2e Berdiansk
- Nova Kakhovka
- 2e Kherson
  - Doudtchany
- Dniepr
- Tchoulakivka
- Contre-offensive de 2023
  - Robotyne

Frappes aériennes dans l'Ouest et le Centre de l'Ukraine
- Lviv (02/2022)
- Vinnytsia (03/2022)
- Yavoriv (03/2022)
- Deliatyne (03/2022)
- Dnipro
- Rivne

Guerre navale
- Île des Serpents (02/2022)
- Moskva (04/2022)

Attaques en Crimée
- Novofedorivka (08/2022)
- Djankoï (08/2022)
- Pont de Crimée (10/2022)
- Base navale de Sébastopol (10/2022)
- Pont de Crimée (07/2023)
- Base navale de Sébastopol (09/2023)

Débordement
- Aéroport de Millerovo
- Sabotages en Russie
- Attaques en Transnistrie
- Sabotage des gazoducs Nord Stream
- Terrain d'entraînement militaire de Soloti
- Explosions en Pologne
- Bases aériennes de Dyagilevo et Engels-2
- Base aérienne de Minsk-Matchoulichtchi
- Crise russo-moldave de 2023
  - Accusations de tentative de coup d'État en Moldavie
- Incident de drone de 2023 en mer Noire
- Rébellion du groupe Wagner

Massacres
- Tchernihiv
- Boutcha
- Borodianka
- Olenivka
- Izioum

La bataille de Siversk est un engagement militaire de l'invasion russe de l'Ukraine en 2022, dans le cadre de la bataille du Donbass. Elle oppose les forces armées russes aux forces armées ukrainiennes.

## Contexte

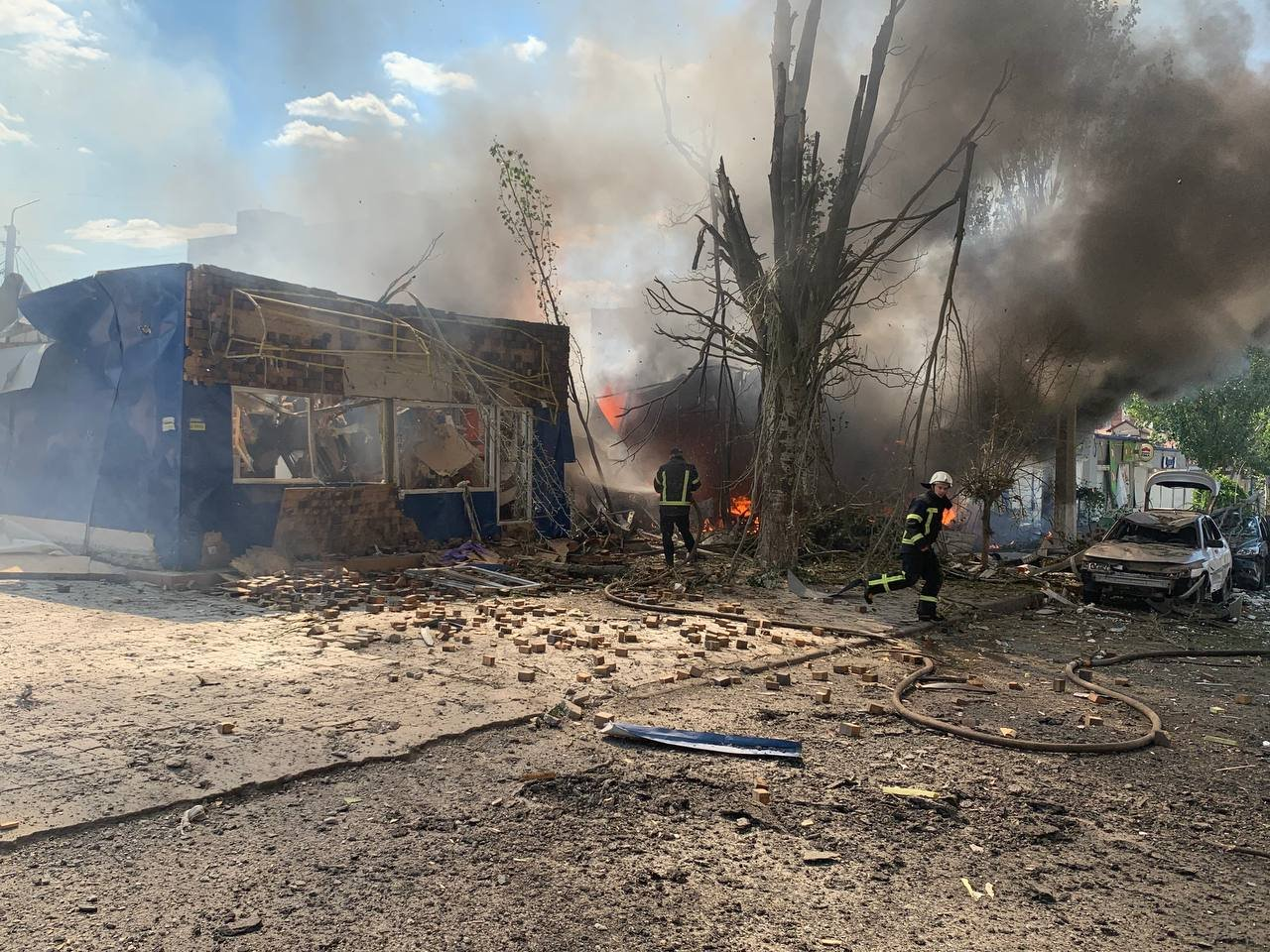
Attaque contre Bakhmout, lors de l'avancée russe vers Siversk le 16 juillet 2022

Le 25 juin, les forces russes ont conquis Sievierodonetsk, Syrotyne, Voronove et Borivske ,,. Environ 10 000 civils sont restés dans la ville, dix pour cent de la population d'avant-guerre. Hanna Maliar, la vice-ministre ukrainienne de la Défense, a critiqué les civils pour avoir prétendument perturbé les opérations militaires pendant la bataille en partageant des informations militaires sur les réseaux sociaux,.
Le 2 juillet, la bataille de Lyssychansk s'est terminée par une autre victoire russe et le lendemain, les forces de la république populaire de Louhansk ont déclaré le contrôle total de toute la région de Louhansk. Le 4 juillet, The Guardian a rapporté qu'après la chute de l'oblast de Louhansk, les troupes russes continueraient leur invasion dans l'oblast adjacent de Donetsk pour attaquer les villes de Sloviansk et de Bakhmout. Le lendemain, Oleksiy Arestovych, conseiller du président ukrainien Volodymyr Zelensky, a reconnu que Lyssychansk risquait d'être prise par les Russes. Le gouverneur de l'oblast de Louhansk, Serhiy Haidaï, a déclaré que la ville avait été attaquée « avec des tactiques inexplicablement brutales » et que les Russes « avançaient obstinément » au milieu des pertes. Des observateurs extérieurs ont noté que la chute de Lyssychansk signifiait que la Russie avait atteint son objectif tactique de conquérir tout l'oblast de Louhansk, dans le cadre de son objectif stratégique plus large de s'emparer de l'intégralité du Donbass. Plus tard dans la journée, l'état-major ukrainien a confirmé que leurs forces s'étaient retirées de Lyssychansk.  Mais, le Président Zelensky a nié que la ville ait été entièrement prise, déclarant « [...] nous ne pouvons pas dire avec certitude que Lyssychansk est sous contrôle russe. Les batailles font rage à la périphérie de Lyssychansk. ». Plus tard dans la nuit, le Président Zelensky a admis que Lyssychansk était tombée et a juré de reprendre éventuellement la ville, « grâce à l'augmentation de l'approvisionnement en armes modernes ».

### Importance stratégique
La ville de Siversk est devenue très importante après la chute de Lyssytchansk car c'est une des villes clé de la ligne de défense Siversk - Soledar - Bakhmout. Cette ligne de défense est une des dernières fortifications avant les villes de Sloviansk et Kramatorsk. Si les Russes parviennent à briser cette ligne, ils auront alors la voie libre pour attaquer Sloviansk par l'ouest. La position de la ville n'est cependant pas idéale, les forces russes qui s'y trouvent encerclent la ville de deux côtés dès le début de la bataille. De plus, toute la rive nord de la rivière Donets est occupée par les Russes, ces derniers ne se trouvant qu'à une dizaine de kilomètres de la ville.

## Déroulement de la bataille

### Première offensive russe (juillet - août 2022)
Le ministère des Affaires étrangères de la république populaire de Louhansk (RPL) annonça le 3 juillet que les combats pour Siversk avaient commencé, bien que cette affirmation ait été démentie par l'Ukraine et les observateurs occidentaux. Le même jour les forces russes et de la LPR occupèrent le village de Bilohorivka, pénétrant ainsi la frontière administrative des oblasts de Louhansk et de Donetsk,. Le 4 juillet, les forces russes poursuivirent leurs opérations offensives vers Siversk. Le 6 juillet, elles se rapprochèrent des villages de Spirne, Verkhnokamyanske, Hryhorivka et Bilohorivka, tous à moins de 15 km de Siversk,. Le 8 juillet la nouvelle de la mort du colonel ukrainien Grigory Glushchuk est rapportée,.
Trois jours plus tard, le 9 juillet, les forces russes et séparatistes affirmèrent avoir conquis Hryhorivka, ce que le ministère britannique de la Défense confirma le 12,. Le 11 juillet, les troupes russes se sont approchées à quelques kilomètres de Siversk. Le 12 juillet, les forces russes ont enfoncé les défenses ukrainiennes via un assaut terrestre limité à l'est de Siversk.
Le média d'état russe TASS, appuyé par des déclarations du président de la république populaire de Donetsk (RPD) Denis Pouchiline, affirma le 13 juillet que les troupes russes avaient pris des parties de Siversk. L'ancien commandant séparatiste Igor Guirkine affirma qu'il n'y avait pas eu de combats et que les troupes russes avaient simplement pénétré en certains endroits après le retrait des forces ukrainiennes. Vitaly Kiselyov, l'assistant de la LPR auprès du ministre de l'Intérieur, a soutenu les affirmations des correspondants de guerre russes selon lesquelles les forces russes et de la LPR ont pris le contrôle opérationnel (bien que n'ayant pas pris la ville) de Siversk. L'état-major ukrainien affirma que les forces russes avaient lancé une attaque et une frappe aérienne sur Verkhnokamyanske le 15 juillet, mais l'attaque fut repoussée par les forces ukrainiennes. Il a également été affirmé que les forces russes avaient tenté de prendre Spirne.
Du 4 au 16 juillet les forces russes firent une pause opérationnelle puis effectuèrent des assauts terrestres limités vers Siversk. L'état-major ukrainien affirma que les troupes russes tentèrent sans succès de renforcer leurs positions tactiques à Ivano-Darivka et Hryhorivka. Les forces russes bombardèrent également Siversk et les localités environnantes de Verkhnokamyanske et Zvanivka . Le 16 juillet les Russes annoncent l'élimination d'au moins 600 hommes de la 115e brigade mécanisée des Forces armées ukrainiennes,.
Depuis le 28 juillet, les forces ne bombardent plus la ville qui était sous leur feu incessant depuis le début de l'offensive.

### Contre-offensive ukrainienne (septembre - octobre 2022)
Le 6 septembre, les ukrainiens lancent une contre-offensive dans le secteur de Kharkiv et Izyum qui aboutit au retrait russe à l'est de l'Oskil. Le 19 septembre, la commune de Bilohorivka, à une dizaine de kilomètres à l'est de Siversk est libérée par les ukrainiens. Fin septembre, ils poursuivent leurs opérations du côté de Lyman qui est partiellement encerclée par le nord le 28 septembre. À partir du 1er octobre, les russes évacuent la poche sous le feu ukrainiens subissant de lourdes pertes. Le 2 octobre, la ville est libérée, ce qui permet d'éliminer les menaces venant du nord-ouest. Au nord la ville reste protégée par une barrière naturelle qu'est la forêt de Serebriansky au sud de Kreminna.